# Jan Frąszczak
Jan Frąszczak (ur. 2 sierpnia 1952) – polski działacz samorządowy i ekonomista, doktor nauk ekonomicznych, w latach 1988–1990 prezydent Kalisza, były prorektor Akademii Kaliskiej im. Prezydenta Stanisława Wojciechowskiego.

## Życiorys
Ukończył studia wyższe, uzyskał stopień doktora nauk ekonomicznych, specjalizując się w zakresie ekonomiki przedsiębiorstw, finansów i rachunkowości oraz finansów publicznych. Został wykładowcą na Wydziale Pedagogiczno-Artystycznym Uniwersytetu im. Adama Mickiewicza oraz profesorem w Państwowej Wyższej Szkole Zawodowej w Kaliszu (przekształconej w Akademię Kaliską). W ramach ostatniej uczelni obejmował stanowiska dziekana Wydziału Zarządzania (od 2011) i prorektora uczelni (w kadencji 2018–2022). Przez wiele lat pracował jako biegły sądowy w zakresie finansów i rachunkowości.
Wieloletni działacz polityczny, za PRL związany z obozem władzy, a po 1989 z Sojuszem Lewicy Demokratycznej. W latach 1988–1990 pełnił funkcję ostatniego komunistycznego prezydenta Kalisza. Zasiadał w radach nadzorczych różnych spółek publicznych i komunalnych, w tym spółek z grupy Energa czy Aquaparku Kalisz, a także objął fotel dyrektora w kaliskim oddziale Energi. W 1987 został członkiem Kaliskiego Towarzystwa Przyjaciół Nauk (później także jego wiceprezesem i redaktorem rocznika „Studia Kaliskie. Studia Calisiensia”), wchodził w skład rady programowej TVP Poznań.
W 2013 został odznaczony Złotym Krzyżem Zasługi.